# دييغو فرازو توركواتو
دييغو فرازو توركواتو (بالبرتغالية: Diego Frazão Torquato‏) ( 1997 - دوق دي كاكسياس، 1 أبريل 2010) هو عازف كمان برازيلي توفى بسبب سرطان الدم. كان دييغو عازف كمان في أوركسترا أفرورجاي التي مازالت رمزا للأمل لمكافحة سرطان الدم.